# Resentment (canção de Victoria Beckham)
"Resentment" é uma canção escrita por Walter W. Millsap III, Nelson Candice e Curtis Mayfield e originalmente interpretada por Victoria Beckham.

## Versão de Beyoncé Knowles
A cantora norte-americana Beyoncé Knowles gravou "Resentment" para seu segundo álbum de estúdio, B'Day (2006). Fazendo um cover da canção original de Beckham com a letra ligeiramente modificada. Foi composta por Walter W. Millsap III e Nelson Candice. Esta versão contém a música instrumental "Think" de Curtis Mayfield, que foi gravada para o filme Superfly de 1972.

### Desempenho
| Tabelas musicais (2007)                             | Melhor posição |
| --------------------------------------------------- | -------------- |
| Estados Unidos - Bubbling Under R&B/Hip-Hop Singles | 11             |

## Outras versões
Após a regravação feita por Knowles, a cantora norte-americana Jazmine Sullivan fez um cover da canção em 2006, antes de lançar seu álbum de estreia Fearless (2008).